# Codex Amiatinus
Amiatinski kodeks (latinsko Codex Amiatinus; oznaka A) je eden od najpomembnejših ohranjenih svetopisemskih kodeksov.
Kodeks je bil napisan v 8. stoletju v latinščini v uncialni pisavi. Kodeks zajema Staro zavezo in Novo zavezo. Trenutno ga hrani Medičejska knjižnica v Firencah.